# Mescha-Stele

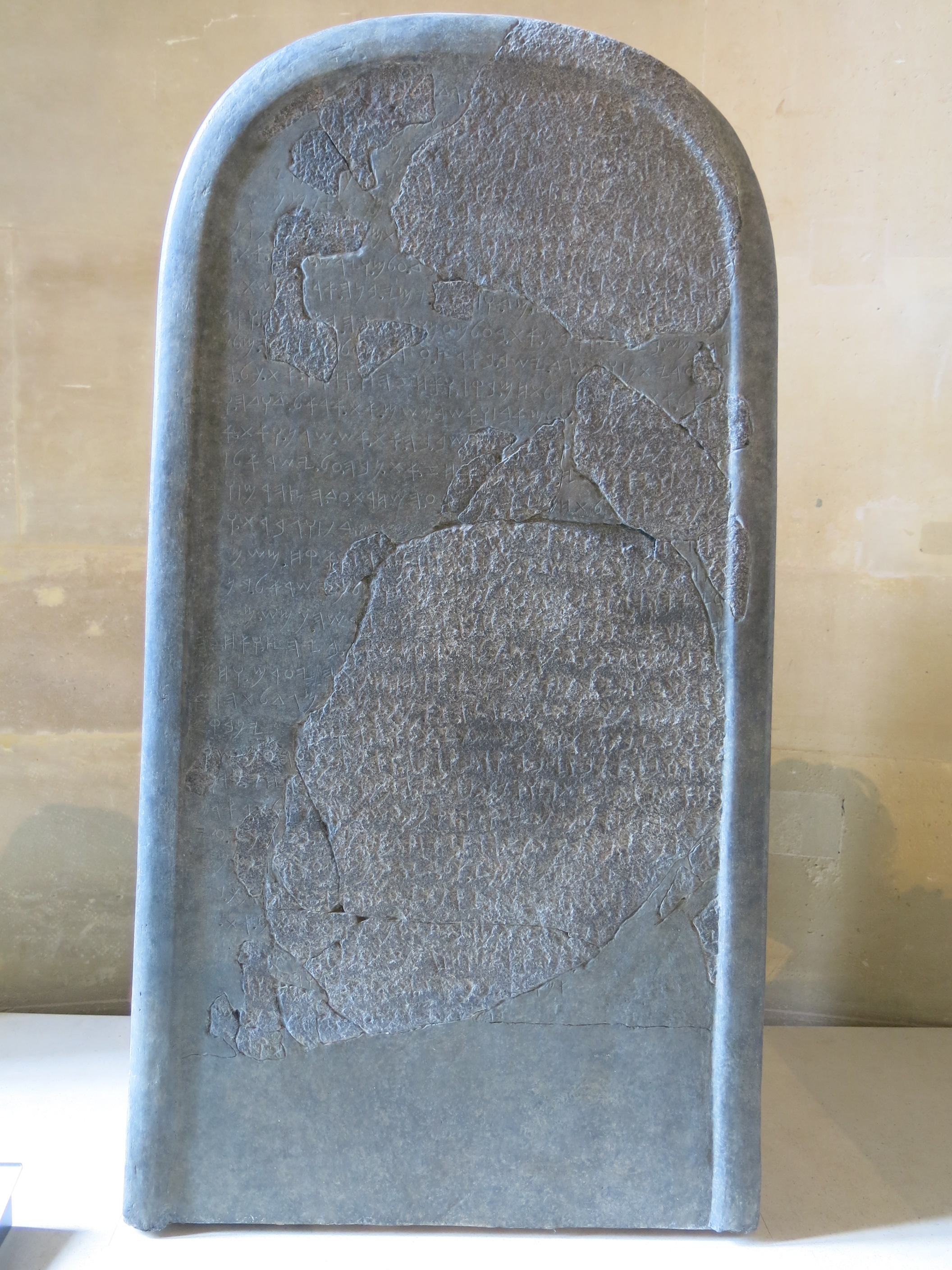
Bild der Stele aus dem Jahr 2018

Die Mescha-Stele (auch Moabiterstein genannt) ist ein Gedenkstein mit Inschrift in moabitischer Sprache. Dieser Basaltstein ist das älteste erhaltene Denkmal in einer dem Hebräischen nahe verwandten Sprache und Schrift. In der Inschrift rühmt sich der moabitische König Mescha – neben der Ausführung verschiedener, von seinem Reichsgott Kemosch in Auftrag gegebener Bauvorhaben – der Befreiung seines Volkes aus der Abhängigkeit und Tributpflicht vom Nordreich Israel unter König Ahab aus der Dynastie Omri.

## Fundgeschichte
Die Stele wurde 1868 östlich des Toten Meeres bei Dhiban (Dibon) von dem elsässischen Missionar Frederick Augustus Klein entdeckt. Der Stein war schwarzer Basalt, tafelförmig, an den Ecken abgerundet und nach Klein 113 Zentimeter lang, 70 breit und 35 hoch. Der französische Archäologe und Orientalist Charles Clermont-Ganneau ließ durch einen Mittelsmann einen Abklatsch der Inschrift anfertigen.
Im November  wurde die Stele von Beduinen jener Gegend, den Beni Hamiden, mutwillig zerstört. Die Beduinen versuchten, sie in mehrere Teile zu zerbrechen, nachdem vom Osmanischen Reich Druck ausgeübt worden war, um die Stele für das Deutsche Reich zu sichern. Dabei ging ein Teil der Stele und der Inschrift verloren. Die zertrümmerte Stele konnte von Clermont-Ganneau mit Hilfe seiner Kopie rekonstruiert werden.
Der restaurierte Stein steht heute im Louvre in Paris; Kopien befinden sich im Britischen Museum in London, im Jordanischen Museum in Amman und im Bibeldorf in Rietberg. 1958 wurde in Karak ein weiteres Fragment mit ähnlicher Inschrift zum gleichen Ereignis gefunden.
Der Fund der Mescha-Stele löste um 1870 eine Welle von wissenschaftlichen Fälschungen aus, die sogenannten Moabitica.

## Text der Mescha-Stele
| Zeichnung |                                                                        | in phönizischer Schrift                                                     | hebräische Quadratnotation             |
| --------- | ---------------------------------------------------------------------- | --------------------------------------------------------------------------- | -------------------------------------- |
|           | 1                                                                      | 𐤀𐤍𐤊 𐤟 𐤌𐤔𐤏 𐤟 𐤁𐤍 𐤟 𐤊𐤌𐤔 ? ? 𐤌𐤋𐤊 𐤟 𐤌𐤀𐤁 𐤟 𐤄𐤃                                     | אנך . משע . בן . כש[ית] מלך . מאב . הד |
| 2         | 𐤉𐤁𐤍𐤉 ׀ 𐤀𐤁𐤉 𐤟 𐤌𐤋𐤊 𐤟 𐤏𐤋 𐤟 𐤌𐤀𐤁 𐤟 𐤔𐤋𐤔𐤍 𐤟 𐤔𐤕 𐤟 𐤅𐤀𐤍𐤊 𐤟 𐤌𐤋𐤊                   | יבני . אבי . מלך . על . מאב . שלשן . שת . ואנך . מלכ                        |                                        |
| 3         | 𐤕𐤉 𐤟 𐤀𐤇𐤓 𐤟 𐤀𐤁𐤉 ׀ 𐤅𐤀𐤏𐤔 𐤟 𐤄𐤁𐤌𐤕 𐤟 𐤆𐤀𐤕 𐤟 𐤋𐤊𐤌𐤔 𐤟 𐤁𐤒𐤓𐤇𐤄 ׀ 𐤁[𐤍𐤎 𐤟 𐤉]          | תי . אחר . אבי . ואעש . הבמת . זאת . לכמש . בקרחה . בנס[...]                |                                        |
| 4         | 𐤔𐤏 𐤟 𐤊𐤉 𐤟 𐤄𐤔𐤏𐤍𐤉 𐤟 𐤌𐤊𐤋 𐤟 𐤄𐤔𐤋𐤊𐤍 𐤟 𐤅𐤊𐤉 𐤟 𐤄𐤓𐤀𐤍𐤉 𐤟 𐤁𐤊𐤋 𐤟 𐤔𐤍𐤀𐤉 ׀ 𐤏𐤌𐤓         | [...]שע . כי השעני . מכל . השלכן . וכי . הראני . בכל . שנאי . עמר           |                                        |
| 5         | 𐤉 𐤟 𐤌𐤋𐤊 𐤟 𐤉𐤔𐤓𐤀𐤋 𐤟 𐤅𐤉𐤏𐤍𐤅 𐤟 𐤀𐤕 𐤟 𐤌𐤀𐤁 𐤟 𐤉𐤌𐤍 𐤟 𐤓𐤁𐤍 𐤟 𐤊𐤉 𐤟 𐤉𐤀𐤍𐤐 𐤟 𐤊𐤌𐤔 𐤟 𐤁𐤀𐤓 | י . מלך . ישראל . ויענו . את . מאב . ימן . רבן . כי . יאנף . כמש . באר      |                                        |
| 6         | 𐤑𐤄 ׀ 𐤅𐤉𐤇𐤋𐤐𐤄 𐤟 𐤁𐤍𐤄 𐤟 𐤅𐤉𐤀𐤌𐤓 𐤟 𐤂𐤌 𐤟 𐤄𐤀 𐤟 𐤀𐤏𐤍𐤅 𐤟 𐤀𐤕 𐤟 𐤌𐤀𐤁 ׀ 𐤁𐤉𐤌𐤉 𐤟 𐤀𐤌𐤓 𐤟 𐤊 | צה . ויחלפה . בנה . ויאר . גם . הא . אענו . את . מאב . בימי . אמר . [...]   |                                        |
| 7         | 𐤅𐤀𐤓𐤀 𐤟 𐤁𐤄 𐤟 𐤅𐤁𐤁𐤕𐤄 ׀ 𐤅𐤉𐤔𐤓𐤀𐤋 𐤟 𐤀𐤁𐤃 𐤟 𐤀𐤁𐤃 𐤟 𐤏𐤋𐤌 𐤟 𐤅𐤉𐤓𐤔 𐤟 𐤏𐤌𐤓𐤉 𐤟 𐤀𐤕 𐤟 [𐤀𐤓] | וארא . בה . ובבתה . וישראל . אבד . אבד . עלם . וירש . עמרי . את . כ[ל . אר] |                                        |
| 8         | 𐤑 𐤟 𐤌𐤄𐤃𐤁𐤀 ׀ 𐤅𐤉𐤔𐤁 𐤟 𐤁𐤄 𐤟 𐤉𐤌𐤄 𐤟 𐤅𐤇𐤑𐤉 𐤟 𐤉𐤌𐤉 𐤟 𐤁𐤍𐤄 𐤟 𐤀𐤓𐤁𐤏𐤍 𐤟 𐤔𐤕 𐤟 𐤅𐤉𐤔      | ץ . מהדבא . וישב . בה . ימה . וחצי . ימי . בנה . ארבען . שת . ויש           |                                        |
| 9         | 𐤁𐤄 𐤟 𐤊𐤌𐤔 𐤟 𐤁𐤉𐤌𐤉 ׀ 𐤅𐤀𐤁𐤍 𐤟 𐤀𐤕 𐤟 𐤁𐤏𐤋𐤌𐤏𐤍 𐤟 𐤅𐤀𐤏𐤔 𐤟 𐤁𐤄 𐤟 𐤄𐤀𐤔𐤅𐤇 𐤟 𐤅𐤀𐤁𐤍        | בה . כמש . בימי . ואבן . את בעלמען . ואעש . בה . האשוח . ואב[ן]             |                                        |
| 10        | 𐤀𐤕 𐤟 𐤒𐤓𐤉𐤕𐤍 ׀ 𐤅𐤀𐤔 𐤟 𐤂𐤃 𐤟 𐤉𐤔𐤁 𐤟 𐤁𐤀𐤓𐤑 𐤟 𐤏𐤈𐤓𐤕 𐤟 𐤌𐤏𐤋𐤌 𐤟 𐤅𐤉𐤁𐤍 𐤟 𐤋𐤄 𐤟 𐤌𐤋𐤊 𐤟𐤉  | את . קריתן . ואש . גד . ישב . בארץ . עטרת . מעלם . ויבן . לה . מלך . י      |                                        |
| 11        | 𐤔𐤓𐤀𐤋 𐤟 𐤀𐤕 𐤟 𐤏𐤈𐤓𐤕 ׀ 𐤅𐤀𐤋𐤕𐤇𐤌 𐤟 𐤁𐤒𐤓 𐤟 𐤅𐤀𐤇𐤆𐤄 ׀ 𐤅𐤀𐤄𐤓𐤂 𐤟 𐤀𐤕 𐤟 𐤊𐤋 𐤟𐤄𐤏𐤌 𐤟 [𐤌]   | שראל . את . עטרת . ואלתחם . בקר . ואחזה . ואהרג . את . כל . העם .           |                                        |
| 12        | 𐤄𐤒𐤓 𐤟 𐤓𐤉𐤕 𐤟 𐤋𐤊𐤌𐤔 𐤟 𐤅𐤋𐤌𐤀𐤁 ׀ 𐤅𐤀𐤔𐤁 𐤟 𐤌𐤔𐤌 𐤟 𐤀𐤕 𐤟 𐤀𐤓𐤀𐤋 𐤟 𐤃𐤅𐤃𐤄 𐤟 𐤅𐤀[𐤎]       | הקר . הית . לכמש . ולמאב . ואשב . משם . את . אראל . דודה . וא[ם]            |                                        |
| 13        | 𐤇𐤁𐤄 𐤟 𐤋𐤐𐤍𐤉 𐤟 𐤊𐤌𐤔 𐤟 𐤁𐤒𐤓𐤉𐤕 ׀ 𐤅𐤀𐤔𐤁 𐤟 𐤁𐤄 𐤟 𐤀𐤕 𐤟 𐤀𐤔 𐤟 𐤔𐤓𐤍 𐤟 𐤅𐤀𐤕 𐤟 𐤀𐤔        | חבה . לפני . כמש . בקרית . ואשב . בה . את . אש . שרן . ואת . אש             |                                        |
| 14        | 𐤌𐤇𐤓𐤕 ׀ 𐤅𐤉𐤀𐤌𐤓 𐤟 𐤋𐤉 𐤟 𐤊𐤌𐤔 𐤟 𐤋𐤊 𐤟 𐤀𐤇𐤆 𐤟 𐤀𐤕 𐤟 𐤍𐤁𐤄 𐤟 𐤏𐤋 𐤟 𐤉𐤔𐤓𐤀𐤋 ׀ 𐤅𐤀        | מחרת . ויאמר . לי . כמש . לך . אחז . את . נבה . על . ישראל . וא             |                                        |
| 15        | 𐤄𐤋𐤊 𐤟 𐤁𐤋𐤋𐤄 𐤟 𐤅𐤀𐤋𐤕𐤇𐤌 𐤟 𐤁𐤄 𐤟 𐤌𐤁𐤒𐤏 𐤟 𐤄𐤔𐤇𐤓𐤕 𐤟 𐤏𐤃 𐤟 𐤄𐤑𐤄𐤓𐤌 ׀ 𐤅𐤀𐤇             | הלך . בללה . ואלתחם . בה . מבקע . השחרת . עד . הצהרם . ואח                  |                                        |
| 16        | 𐤆 𐤟 𐤅𐤀𐤄𐤓𐤂 𐤟 𐤊𐤋𐤄 𐤟 𐤔𐤁𐤏𐤕 𐤟 𐤀𐤋𐤐𐤍 𐤟 𐤂[𐤁]𐤓𐤍 𐤟 𐤅𐤂𐤓𐤍 ׀ 𐤅𐤂𐤁𐤓𐤕 𐤟 𐤅[𐤂𐤓]          | זה . ואהרג . כל[ה] . שבעת . אלפן [.] ג[ב]רן . וגרן . וגברת . וג[ר]          |                                        |
| 17        | 𐤕 𐤟 𐤅𐤓𐤇𐤌𐤕 ׀ 𐤊𐤉 𐤟 𐤋𐤏𐤔𐤕𐤓 𐤟 𐤊𐤌𐤔 𐤟 𐤄𐤇𐤓𐤌𐤕𐤄 ׀ 𐤅𐤀𐤒𐤇 𐤟 𐤌𐤔𐤌 𐤟 𐤀[𐤕 𐤟 𐤊]          | ת . ורחמת . כי . לעשתר . כמש . החרמתה . ואקח . משם . א[...]                 |                                        |
| 18        | 𐤋𐤉 𐤟 𐤉𐤄𐤅𐤄 𐤟 𐤅𐤀𐤎𐤇𐤁 𐤟 𐤄𐤌 𐤟 𐤋𐤐𐤍𐤉 𐤟 𐤊𐤌𐤔 ׀ 𐤅𐤌𐤋𐤊 𐤟 𐤉𐤔𐤓𐤀𐤋 𐤟 𐤁𐤍𐤄 𐤟 𐤀𐤕          | לי . יהוה . ואסחב . הם . לפני . כמש . ומלך . ישראל . בנה את                 |                                        |
| 19        | 𐤉𐤄𐤑 𐤟 𐤅𐤉𐤔𐤁 𐤟 𐤁𐤄 𐤟 𐤁𐤄𐤋𐤕𐤇𐤌𐤄 𐤟 𐤁𐤉 ׀ 𐤅𐤉𐤂𐤓𐤔𐤄 𐤟 𐤊𐤌𐤔 𐤟 𐤌𐤐𐤍[𐤉 𐤅]               | יהץ . וישב . בה . בהלתחמה . בי . ויגרשה . כמש . מפני [ו]                    |                                        |
| 20        | 𐤟 𐤀𐤒𐤇 𐤟 𐤌𐤌𐤀𐤁 𐤟 𐤌𐤀𐤕𐤍 𐤟 𐤀𐤔 𐤟 𐤊𐤋 𐤟 𐤓𐤔𐤄 ׀ 𐤅𐤀𐤔𐤀𐤄 𐤟 𐤁𐤉𐤄𐤑 𐤟 𐤅𐤀𐤇𐤆𐤄             | אקח . ממאב . מאתן . אש . כל . רשה . ואשאה . ביהץ . ואחזה .                  |                                        |
| 21        | 𐤋𐤎𐤐𐤕 𐤟 𐤏𐤋 𐤟 𐤃𐤉𐤁𐤍 ׀ 𐤀𐤍𐤊 𐤟 𐤁𐤍𐤕𐤉 𐤟 𐤒𐤓𐤇𐤄 𐤟 𐤇𐤌𐤕 𐤟 𐤄𐤉𐤏𐤓𐤍 𐤟 𐤅𐤇𐤌𐤕              | לספת . על . דיבן . אנך . בנתי . קרחה . חמת . היערן . וחמת                   |                                        |
| 22        | 𐤄𐤏𐤐𐤋 ׀ 𐤅𐤀𐤍𐤊 𐤟 𐤁𐤍𐤕𐤉 𐤟 𐤔𐤏𐤓𐤉𐤄 𐤟 𐤅𐤀𐤍𐤊 𐤟 𐤁𐤍𐤕𐤉 𐤟 𐤌𐤂𐤃𐤋𐤕𐤄 ׀ 𐤅𐤀                 | העפל . ואנך . בנתי . שעריה . ואנך . בנתי . מגדלתה . וא                      |                                        |
| 23        | 𐤍𐤊 𐤟 𐤁𐤍𐤕𐤉 𐤟 𐤁𐤕 𐤟 𐤌𐤋𐤊 𐤟 𐤅𐤀𐤍𐤊 𐤟 𐤏𐤔𐤕𐤉 𐤟 𐤊𐤋𐤀𐤉 𐤟 𐤄𐤀𐤔[𐤅𐤇 𐤟 𐤋𐤌]𐤉𐤍 𐤟 𐤁𐤒𐤓𐤁      | נך . בנתי . בת . מלך . ואנך . עשתי . כלאי . האשו[ח . למ]ין . בקר[ב]         |                                        |
| 24        | 𐤄𐤒𐤓 ׀ 𐤅𐤁𐤓 𐤟 𐤀𐤍 𐤟 𐤁𐤒𐤓𐤁 𐤟 𐤄𐤒𐤓 𐤟 𐤁𐤒𐤓𐤇𐤄 𐤟 𐤅𐤀𐤌𐤓 𐤟 𐤋𐤊𐤋 𐤟 𐤄𐤏𐤌 𐤟 𐤏𐤔𐤅 𐤟 𐤋       | הקר . ובר . אן . בקרב . הקר . בקרחה . ואמר . לכל . העם . עשו . ל            |                                        |
| 25        | 𐤊𐤌 𐤟 𐤀𐤔 𐤟 𐤁𐤓 𐤟 𐤁𐤁𐤉𐤕𐤄 ׀ 𐤅𐤀𐤍𐤊 𐤟 𐤊𐤓𐤕𐤉 𐤟 𐤄𐤌𐤊𐤓𐤕𐤕 𐤟 𐤋𐤒𐤓𐤇𐤄 𐤟 𐤁𐤀𐤎𐤓             | כם . אש . בר . בביתה . ואנך . כרתי . המכרתת . לקרחה . באסר                  |                                        |
| 26        | [𐤉] 𐤟 𐤉𐤔𐤓𐤀𐤋 ׀ 𐤀𐤍𐤊 𐤟 𐤁𐤍𐤕𐤉 𐤟 𐤏𐤓𐤏𐤓 𐤟 𐤅𐤀𐤍𐤊 𐤟 𐤏𐤔𐤕𐤉 𐤟 𐤄𐤌𐤎𐤋𐤕 𐤟 𐤁𐤀𐤓𐤍𐤍 𐤟        | י ישראל . אנך . בנתי . ערער . ואנך . עשתי . המסל . בארנן .                  |                                        |
| 27        | 𐤟 𐤀𐤍𐤊 𐤟 𐤁𐤍𐤕𐤉 𐤟 𐤁𐤕 𐤟 𐤁𐤌𐤕 𐤟 𐤊𐤉 𐤟 𐤄𐤓𐤎 𐤟 𐤄𐤀 ׀ 𐤀𐤍𐤊 𐤟 𐤁𐤍𐤕𐤉 𐤟 𐤁𐤑𐤓 𐤟 𐤊𐤉 𐤟 𐤏𐤉𐤍  | אנך . בנתי . בת . במת . כי . הרס . הא . אנך . בנתי . בצר . כי . עין .       |                                        |
| 28        | 𐤔 𐤟 𐤃𐤉𐤁𐤍 𐤟 𐤇𐤌𐤔𐤍 𐤟 𐤊𐤉 𐤟 𐤊𐤋 𐤟 𐤃𐤉𐤁𐤍 𐤟 𐤌𐤔𐤌𐤏𐤕 ׀ 𐤅𐤀𐤍𐤊 𐤟 𐤌𐤋𐤊                  | [הא .] באש . דיבן . חמשן . כי . כל . דיבן . משמעת . ואנך . מלך              |                                        |
| 29        | 𐤕𐤉 𐤌𐤀𐤕 𐤟 𐤁𐤒𐤓𐤍 𐤟 𐤀𐤔𐤓 𐤟 𐤉𐤎𐤐𐤕𐤉 𐤟 𐤏𐤋 𐤟 𐤄𐤀𐤓𐤑 ׀ 𐤅𐤀𐤍𐤊 𐤟 𐤁𐤍𐤕                   | ת[י ... ה]מאת . בקרן . אשר . יספתי . על . הארץ . ואנך . בנת                 |                                        |
| 30        | 𐤉 𐤟 [𐤀𐤕 𐤟] 𐤌𐤄𐤃[𐤁]𐤀 𐤟 𐤅𐤁𐤕 𐤟 𐤃𐤁𐤋𐤕𐤍 ׀ 𐤅𐤁𐤕 𐤟 𐤁𐤏𐤋𐤌𐤏𐤍 𐤟 𐤅𐤀𐤔𐤀 𐤟 𐤔𐤌 𐤟 𐤀𐤕 𐤟 𐤅𐤒𐤃 | י . [בת . מהד]בא . ובת . דבלתן . ובת . בעלמען . ואשא . שם . את . מקד        |                                        |
| 31        | 𐤑𐤀𐤍 𐤟 𐤄𐤀𐤓𐤑 ׀ 𐤅𐤇𐤅𐤓𐤍𐤍 𐤟 𐤉𐤔𐤁 𐤟 𐤁𐤄 𐤟 𐤁𐤕 𐤟 𐤅𐤒 𐤟 𐤀𐤔                          | [שן ...]צאן . הארץ . וחורנן . ישב . בה . בת [ד]וד                           |                                        |
| 32        | 𐤅𐤉𐤀𐤌𐤓 𐤟 𐤋𐤉 𐤟 𐤊𐤌𐤔 𐤟 𐤓𐤃 𐤟 𐤄𐤋𐤕𐤇𐤌 𐤟 𐤁𐤇𐤅𐤓𐤍𐤍 ׀ 𐤅𐤀𐤓𐤃                          | [... וי]אמר . לי . כמש . רד . הלתחם . בחורנן . וארד[...]                    |                                        |
| 33        | [𐤅𐤉𐤔]𐤁𐤄 𐤟 𐤊𐤌𐤔 𐤟 𐤁𐤉𐤌𐤉 𐤟 𐤅𐤏𐤋 𐤟 𐤓𐤄 𐤟 𐤌𐤔𐤌 𐤟 𐤏𐤔                             | [... וישב .] בה . כמש . בימי . ועל[ת]י . משם . עש[...]                      |                                        |
| 34        | 𐤔𐤕 𐤟 𐤔𐤃𐤒 ׀ 𐤅𐤀𐤍                                                         | [...] שת . שדק . וא[ך ...]                                                  |                                        |

## Übersetzung
Übersetzung aus Das wissenschaftliche Bibellexikon im Internet:
1. Ich (bin) Mescha, Sohn des kmš[jt], König von Moab, der

2. Dibonite. Mein Vater war König über Moab dreißig Jahre, und ich wurde König

3. nach meinem Vater. Und ich machte dieses Höhen(heiligtum) für Kemosch in Qericho als Zeichen

4. der Rettung, denn er errettete mich vor allen Angreifern(?) und ließ mich triumphieren über alle meine Gegner. Omri

5. war König von Israel, und er bedrängte Moab lange Zeit, denn Kemosch zürnte seinem Lande.

6. Und es folgte ihm sein Sohn. Und er sprach: Ich will Moab bedrängen. In meinen Tagen sprach er [so],

7. aber ich triumphierte über ihn und sein Haus. Und Israel ist für immer zu Grunde gegangen. Und es hatte sich Omri des ganzen

8. Gebietes von Mahdeba bemächtigt und er wohnte darin während seiner Tage und der Hälfte der Tage seiner Söhne, vierzig Jahre. Aber es

9. wohnte Kemosch darin während meiner Tage. Und ich baute Baal-Meon (wieder auf) und errichtete eine Zisterne darin. Und ich baute

10. Kirjathon (wieder auf). Und die Leute von Gad wohnten seit jeher im Lande von Aṭaroth und der König von (aus Z. 11:) Israel hatte Aṭaroth (Forts. Z. 10:) für sich gebaut.

11. Ich griff die Stadt an und nahm sie ein. Und ich tötete alles Volk

12. der Stadt als Darbringung für Kemosch und für Moab. Und ich brachte von dort den Altar ihres dwd und ich

13. schleppte ihn vor Kemosch in Qerejoth. Und ich ließ dort wohnen die Leute von Saron und die Leute

14. von mkrt. Und Kemosch sprach zu mir: Geh, nimm Nebo (im Kampf) gegen Israel. Da

15. zog ich bei Nacht los und kämpfte gegen es von Tagesanbruch bis Mittag. Und ich

16. nahm es ein und tötete alles: 7000 Männer, Klienten, Frauen, [Klien]tinnen

17. und Sklavinnen, denn ich hatte es dem Aschtar-Kemosch (durch Bann) geweiht. Und ich nahm von dort die [Gerät]e (?)

18. JHWHs und schleppte sie vor Kemosch. Und der König von Israel hatte (aus Z. 19:) Jachas (Forts. Z. 18:) gebaut

19. und lagerte darin während seines Feldzuges gegen mich. Da vertrieb ihn Kemosch vor mir und

20. ich holte aus Moab 200 Mann, alle seine Anführer. Und ich brachte sie nach Jachas und nahm es ein,

21. um es Dibon anzugliedern. Ich habe Qericho gebaut, die Mauer der Parks und die Mauer

22. der Akropolis. Und ich habe seine Tore gebaut und ich habe seine Türme gebaut. Und ich

23. habe den Königspalast errichtet und machte die Umfassungsmauer des Becken[s für die Que]llen inmitten

24. der Stadt. Aber eine Zisterne gab es nicht inmitten der Stadt, in Qericho, sondern ich sprach zu allem Volk: Macht

25. euch jeder eine Zisterne in seinem Hause! Und ich habe die Gruben hauen lassen für Qericho durch Gefangene

26. Israels. Ich habe Aroer gebaut und machte die Straße am Arnon.

27. Ich habe Beth-Bamoth wieder errichtet, denn es war zerstört. Ich habe Beṣer wieder gebaut, denn es lag in Trümmern,

28. [mit] 50 [Ma]nn aus Dibon, denn (die Leute von) ganz Dibon sind (meine) Untertanen. Und ich regierte

29. [über ] 100 in den Städten, die ich dem Lande angegliedert habe. Und ich baute

30. [Mahde]ba und Beth-Diblathon und Beth-Baal-Meon (wieder auf) und trug davon die …

31. […] Kleinvieh des Landes. Und (was) Chawronan (anlangt), (so) wohnte darin

32. [… Und] es sprach Kemosch zu mir: Steige hinab, kämpfe gegen Chawronan! Da stieg ich [hinab und

33. kämpfte gegen die Stadt und nahm sie ein und] Kemosch [wohnte] in ihr in meinen Tagen. Und … von dort ..[…]

34. […]št šdq und ic[h …

## Kommentar
Beinahe gleichzeitig mit den ältesten assyrischen Angaben liefert die ca. 840 v. Chr. verfasste Mescha-Inschrift erstmals von der Bibel unabhängige Angaben zur Geschichte Israels. Neben Informationen zu den militärischen Konflikten zwischen Israel und dem im Südosten benachbarten Reich Moab erregten die Hinweise zu 𐤁𐤕 𐤟 [𐤃]𐤅𐤃, hebräisch בת [ד]וד (Bet David, das Haus David) in Zeile 31 und 𐤉𐤄𐤅𐤄, hebräisch יהוה, also JHWH in Zeile 18 Aufsehen. Schwieriger ist die Erwähnung von 𐤀𐤓𐤀𐤋 𐤟 𐤃𐤅𐤃𐤄, bzw. אראל . דודה in Zeile 12 zu deuten. Drei Hypothesen finden in der Diskussion Berücksichtigung: Der Name bezeichnet einen König David, einen von JHWH unabhängigen Zweitgott Israels oder in Form eines Epithetons JHWH selbst. Nach der ersten Hypothese wäre die Stelle mit „ich brachte von dort den Uriel, ihren David“ zu übersetzen. Diese Interpretation wird in letzter Zeit auf Grundlage gegenteiliger grammatikalischer Belege verworfen. In Ermangelung von Hinweisen zur Verehrung eines Zweitgottes namens Dod in Israel schien sich bis zum Jahre 2019 ein Konsens zugunsten eines Zweitnamens Dod für JHWH abzuzeichnen.
Eine Neuinterpretation der Inschrift im Jahr 2019 legt nahe, dass auf ihr in Zeile 31 ein König von Moab mit dem Namen Balak, der im Buch Numeri (4. Buch Mose), Kapitel 22-24  erwähnt wird, genannt wird.
Die Massentötung der Bewohner von Nebo gilt als Beleg für eine damalige kanaanäische Praxis des Bannes eroberter Güter und Personen, die auch in der Bibel in Bezug auf die Landnahme durch die Israeliten überliefert ist. (vgl. Jos 6,17-21 )